# Tegla Loroupe
Tegla Chepkite Loroupe (Kutomwony, 9 de maio de 1973) é uma fundista queniana. Corredora de pista e de ruas, ela detém os recordes mundiais para as distâncias não-olímpicas dos 20, 25 e 30 km e é ex-recordista mundial da maratona, feito que conseguiu por duas vezes, na Maratona de Rotterdam em 1998, quebrando uma marca com treze anos de existência, e na Maratona de Berlim em 1999.
Três vezes campeã mundial da meia-maratona, ela também foi a primeira mulher africana a vencer uma grande maratona internacional, seguindo o sucesso dos homens do Quênia e inspirando as jovens atletas quenianas. Tegla venceu a Maratona de Nova York em 1994 e reprisou a vitória no ano seguinte. Depois desta primeira vitória, ela venceu maratonas em Londres, Rotterdam, Berlim, Roma e várias outras cidades.
Nas pistas de atletismo, ela ganhou duas medalhas de bronze nos 10 000 m do Campeonato Mundial de Atletismo, em Gotemburgo 1995 e Sevilha 1999 e correndo descalça, ganhou a medalha de ouro na mesma distância nos Goodwill Games de 1994 e 1998. Na meia-maratona, uma de suas distâncias favoritas, foi seis vezes campeã da Meia-Maratona de Lisboa, entre 1994 e 2000.
Favorita às medalhas de ouro da maratona e dos 10 000 m em Sydney 2000, Tegla sofreu um forte envenenamento alimentar na noite anterior à primeira prova. Mesmo assim correu a maratona descalça pelas ruas de Sydney e ficou na 13ª colocação. Seis dias depois, sem estar ainda recuperada nem do envenenamento nem do esforço anterior, participou dos 10 000 m e ficou em 5º lugar. Tegla justificou sua participação nestas provas como um feito por um senso de dever para com todas as pessoas na África que a tinham como uma portadora de esperança para seu país de origem. Até o final de 2001, ela continuou a sofrer de vários problemas de saúde.

## Embaixadora da ONU
Em 2006 ela foi nomeada Embaixadora das Nações Unidas junto aos Esportes pelo secretário-geral Kofi Annan acompanhada do tenista Roger Federer, do ex-jogador de futebol chileno Elias Figueroa e da campeã paraolímpica australiana Katrina Webb. Ela também é embaixadora da UNICEF e Embaixadora Internacional para os Esportes da IAAF, a Federação Internacional de Atletismo. Nos últimos anos, ela tem atuado como porta-voz dessas entidades para a paz, educação e direitos das mulheres.